# Trust No One (Tsunami Bomb)
Trust No One is het enige verzamelalbum van de Amerikaanse punkband Tsunami Bomb. Het album werd op 26 februari 2016 onder het platenlabel Kung Fu Records uitgebracht op cd en lp. Het is het eerste album van de band na het studioalbum The Definitive Act uit 2004, dat ook door Kung Fu Records werd uitgegeven.
Het album bevat nummers die in 1999 en 2000 zijn opgenomen en/of uitgegeven op compilatiealbums, splitalbums en vroege ep's. Twee nummers zijn demo's die niet eerder zijn uitgegeven.

## Nummers
Track 1 verscheen oorspronkelijk op het compilatiealbum Punk Rock Strike (2000) van Springman Records. Track 2 verscheen op het splitalbum B-Movie Queens (1999) met de band Plinky. Tracks 4-7 waren voorheen uitgegeven op de ep On the high Seas (1999). Tracks 12-14 zijn te horen op de ep The Invasion from Within! (2001) en tracks 3 en 8 zijn niet eerder uitgegeven demo's.
1. "Lemonade (1999)" - 2:31
2. "Irish Boys" - 2:48
3. "Obligation" - 2:50
4. "3 Days & 1000 Nights" - 2:25
5. "Rotting Vampire Eyeballs" - 1:04
6. "Cantare Del Morte (The Halloween Song)" - 3:28
7. "Breakaway" - 2:58
8. "Mushy Love Song" - 4:18
9. "The Invasion From Within" - 2:25
10. "No One's Looking" - 2:42
11. "No Good Very Bad Day" - 1:46
12. "Marionette" - 3:05
13. "Lemonade" - 2:24
14. "...Not Forever" - 3:00

## Band
- Dominic Davi - basgitaar, zang
- Oobliette Sparks - keyboard, zang
- Gabriel Lindeman - drums
- Brian Plink - gitaar